# Rand Paul
Randall Howard "Rand" Paul (Pittsburg, Pensilvania, 7 de enero de 1963) es un médico cirujano oftalmólogo y político estadounidense, miembro del Partido Republicano y senador por el estado de Kentucky en el Senado de los Estados Unidos. Es el hijo del ex-Representante del estado de Texas, Ron Paul. Luego de asumir el cargo en 2010, se convirtió en el primer político estadounidense en ser parte del congreso al mismo tiempo que su padre. Se describe como un conservador constitucionalista y libertario.
Rand Paul ha sido, desde el inicio de su carrera política y en forma muy similar a su padre, uno de los principales impulsores de las ideas del Tea Party y el pensamiento libertario en general. Luego de ser elegido al congreso en 2010, ha impulsado varios debates, leyes y reformas que lo han puesto en conflicto no sólo con el Partido Demócrata, sino también con el ala más conservadora de su propio partido.

## Primeros años y educación
Paul, el tercero de cinco de hermanos, nació el 7 de enero de 1963 en Pittsburg, Pensilvania. Sus padres son Carol Wells y Ron Paul, doctor obstetra, representante del estado de Texas y tres veces candidato a la presidencia de los Estados Unidos. Rand fue bautizado en la iglesia episcopal y desde pequeño se identificó como un cristiano practicante.
En 1968, su familia se mudó a Lake Jackson, Texas, donde Rand fue criado. Rand comenzó a estudiar sobre las teorías de la  Escuela Austríaca de economía y las ideas liberales desde sus 13 años gracias a la influencia de su padre. Fue a la Escuela Secundaria Brazoswood en el condado de Brazoswood, y allí formó parte de los equipos de natación y de fútbol americano. Fue a la Universidad de Baylor entre 1981 y 1984. Fue parte del programa de honor de Baylor, y se graduó en el 90vo percentil del Medical College Admission Test. Mientras estaba en Baylor, fue parte del equipo de natación y los Conservadores Jóvenes de Texas, y fue un miembro de la organización secreta conocida como NoZe Brotherhood.
Dejó la Universidad de Baylor y fue aceptado en la Facultad de Medicina de la Universidad de Duke, donde recibió su título de Doctor en Medicina (M.D.) en 1988 y completó su residencia en 1993.

## Vida personal
En Atlanta, conoció a Kelley Ashby, una estudiante del Rhodes College. Paul y Ashby se casaron el 20 de octubre de 1990, y se mudaron a Bowling Green, Kentucky, a menos de 30 km de su ciudad natal de Russellville, en 1993.
Kelley Paul es una escritora freelance, y maneja la planilla y las comunicaciones de marketing del consultorio quirúrgico de Paul. La pareja tiene tres hijos: William, Dunan y Robert.

## Carrera como médico
Paul ha tenido una licencia médica estatal desde que se mudó a Bowling Green en 1993. Recibió su primer empleo del Dr. John Downing de Downing McPeak Vision Centers, el cual lo llevó a Bowling Green luego de terminar su residencia. Trabajó para Downing por cinco años. Luego de esto, trabajó en la Graves-Gilbert Clinic, un grupo médico privado en Bowling Green por 10 años, antes de empezar su propio consultorio médico en una casa de un piso justo al frente del consultorio de Downing.
Luego de su elección al Senado de los Estados Unidos, unió su consultorio con el de Downing. Paul ha sido objeto de dos demandas por mala praxis médica desde 1993. Ganó uno de los casos y llegó a un arreglo en el otro por $50.000. Pese a esto, su trabajo como médico ha sido alabado por Downing y Paul tiene privilegios médicos en dos hospitales de Bowling Green. Paul se especializa en cirugías de cataratas y glaucoma, LASIK, y trasplantes de córnea.
Como miembro del Club de Leones de Bowling Green, Paul fundó la Clínica del Ojo de Leones del Sur de Kentucky para ofrecer cirugías y exámenes para aquellos que no pueden pagarlos. Es un presentador regular en la conferencia anual de Salud Masculina y el Día de la Seguridad de The Medical Center of Bowling desde 1998. En 1999 fundó una organización sin fines de lucro, el National Board of Ophtalmology (NBO).

### Certificación
En 2010 el Louisville Courier-Journal reportó que Paul, quién se describía a sí mismo como un oftalmólogo certificado por el colegio de oftalmólogos, no estaba certificado por el American Board of Ophtalmology (ABO). En 1995, pasó la certificación del Colegio, recibiendo su acreditación por una década. En 1997, luego de una disputa con el ABO sobre los requerimientos para la renovación de su certificación, Paul, junto con 200 oftalmólogos formaron el National Board of Ophtalmology (NBO). Un portavoz del American Board of Medical Specialities dijo que: "Él (Paul) no es un oftalmólogo certificado".
Su certificación del ABO se venció el 31 de diciembre de 2005, y desde entonces ha sido acreditado por el NBO. El administrador del ABO, Beth An Slembarski, indica que más del 95 por ciento de los oftalmólogos activos del país cuentan con una acreditación del American Board of Ophtalmology. Pese a sus acreditaciones adicionales, tiene una licencia para practicar medicina en el estado de Kentucky desde 1993, y su licencia está en regla y no tiene ningún historial de acciones disciplinarias. El Courier-Journal reportó que: "No existen indicaciones de que Paul no esté calificado para practicar oftalmología".

## Activismo político
Como fundador y presidente de la organización anti-impuestos Kentucky Taxpayers United (KTU) desde 1994, entrega el premio de "amigo del contribuyente" a legisladores estatales. KTU, que se denomina a sí mismo como una organización no-partidista, pero es criticada por ser ideológicamente conservadora, examina el historial de los legisladores en materia impositiva y gastos para informar a los votantes sobre las posiciones de los representantes sobre los diferentes temas. Paul ha escrito comentarios en la editorial del Kentucky Post en nombre del KTU.
KTU apoya la Promesa a los Contribuyentes del Americans for Tax Reform, exhortando a los políticos a prometer de manera pública el votar en forma unánime en contra de alzas en los impuestos. Nueve de los quince legisladores del norte de Kentucky firmaron la promesa, al igual que el senador Dick Roeding y el representante Royce Adams en 1996. En el año 2000, estos legisladores consideraron un aumento en el impuesto a los cuartos de hotel (apoyado por el gobernador Paul Patton) para ayudar a expandir el Centro de Convenciones Albert B. Sabin en Cincinnati), incluso sabiendo que el aumento "desataría la furia del grupo de Paul", como indicaron dos periódicos. Paul indicó que el argumento de Patton para la "recuperación de ingresos" era simplemente un eufemismo para un alza de impuestos, y dijo que KTU lucharía en contra de la reelección de cualquiera de los políticos que habían roto su promesa; Adams solicitó por escrito que el grupo lo retire de su promesa, indicando que esta sólo se aplicaba a su primer mandato. Para abril el aumento de impuestos no logró pasar el congreso estatal, pese a que PAtton había conseguido gran parte del presupuesto que esperaba; Paul indicó que los legisladores estaban presionados para concluir el presupuesto en la fecha límite para no "enfrentarse a acusaciones de trancar al gobierno".
Paul frecuentemente habla en nombre de su padre, y él y su hijo William estuvieron presentes en el tercer debate presidencial del Partido Republicano de 2007 en Nuevo Hampshire, al mismo tiempo que hizo campaña por su padre puerta a puerta en el estado. En un evento en Nuevo Hampshire con 250 personas (además de 30 miembros de su propia familia), Paul repitió un meme de la campaña pretendiendo tomar una llamada de Rudy Giuliani durante su discurso, y bromeando al decir que Giuliani necesitaba gente para su campaña y quería pedir prestada a la familia Paul.
El 16 de diciembre de 2007, en el 234o aniversario del Motín del té, Paul hizo una presentación en Faneuil Hall en favor de los principios de gobierno limitado, llamando a lo que CNN caracterizó como una "revolución moderna". En 2008 continuó haciendo campaña para su padre a lo largo del país, viajando incluso hasta Montana.
Paul coescribió un libro titulado "The Tea Party Goes to Washington" (lit. El Partido del Té va a Washington) junto a Jack Hunter. Fue publicado el 22 de febrero de 2011. En él, defiende los principios del movimiento del Tea Party.

## Elección al Senado

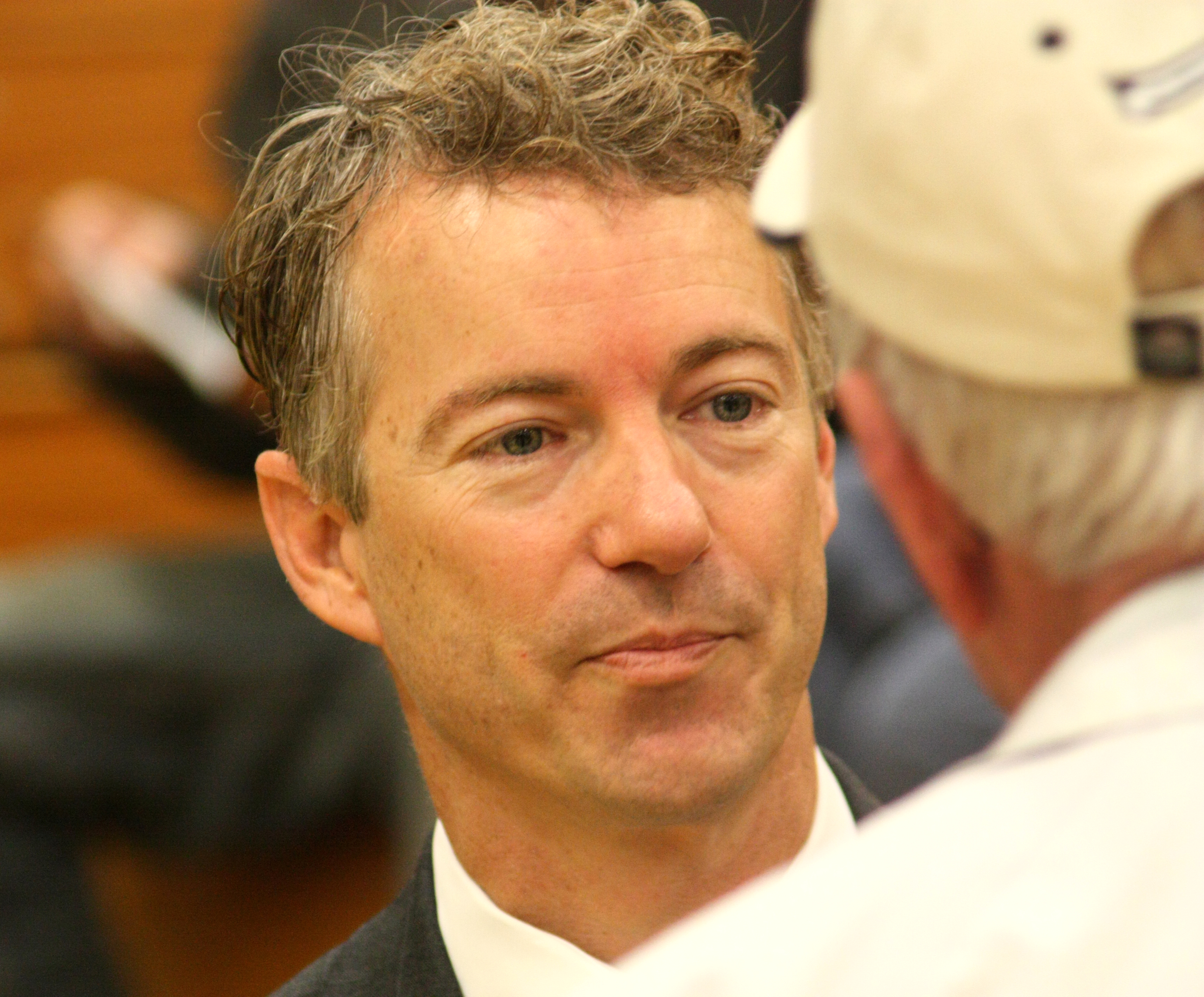
Paul en Louisville, noviembre de 2009

### Primarias
A principios de 2009, Paul fue objeto de un movimiento en línea que buscaba seleccionarlo para reemplazar al atribulado Senador republicano de Kentucky Jim Bunning. Las noticias sobre su potencial candidatura se convirtieron en un tema de interés nacional y fueron discutidas en el Los Angeles Times y la prensa local de Kentucky. El congresista Ron Paul dijo que "Si el Senador Bunning decide no postularse, creo que Rand sería un gran Senador".
El 1 de mayo de 2009, Paul anunció oficialmente que si Bunning, cuyas recaudaciones en 2009 habían sido tan pobres como su posición en las encuestas para la elección de 2010, rechazaba la opción de postularse una tercera vez, se postularía en la Primaria del Partido Republicano para sucederle, y formó un comité exploratorio poco después de esto al mismo tiempo que prometió no entrar en la contienda si Bunning finalmente decidía ir por la reelección. Paul hizo su anuncio en The Rachel Maddow Show de MSNBC, aunque la noticia fue publicada inicialmente por un sitio de noticias de Kentucky.
El 28 de julio de 2009, Bunning anunció que no buscaría su reelección, luego de que no pudo recaudar suficientes fondos. Este anuncio dejó a Paul y al Secretario de Estado Trey Grayson como los únicos candidatos para la nominación republicana, con Paul anunciando oficialmente su candidatura el 5 de agosto de 2009. El anuncio fue realizado a través de una serie de eventos televisivos, de radio y otros programas a nivel nacional, al igual que en varios periódicos de Kentucky.

### Primeras recaudaciones exitosas
El 20 de agosto de 2009, las bases de Paul organizaron una "bomba de dinero" para comenzar su campaña por el Senado de los Estados Unidos. La campaña oficial recaudó $433.509 en 24 horas. Según Paul, esto fue un nuevo récord para un periodo de 24 horas en la historia política de Kentucky.
Una segunda bomba de dinero se llevó a cabo el 23 de septiembre de 2009, para contrarrestar un evento para recaudor fondos en Washington D. C. que se estaba llevando a cabo para su oponente en las primarias, Trey Greyson, por parte de 23 Senadores Republicanos, 17 de los cuales votaron por el rescate a los bancos. El tema fue una pelea de la UFC entre Paul y "Nosotros, el pueblo" vs. Trey Grayson y los "Privilegiados de D.C." La bomba terminó recaudando 186.276 para Paul en 24 horas el 23 de septiembre; elevando el total recaudado por la campaña del senado de Paul a más de un millón. Más adelante en la campaña, Paul dijo que su promesa de no recibir dinero de miembros de grupos de presión y senadores que votaron por el rescate fue solo una "promesa para las primarias" y Paul luego organizó un evento en Washington con los mismos senadores que fueron el objeto de la bomba de dinero del 23 de septiembre de 2009. Paul terminó recaudando un total de $3 millones durante las primarias.

### Victoria en la Elección Primaria

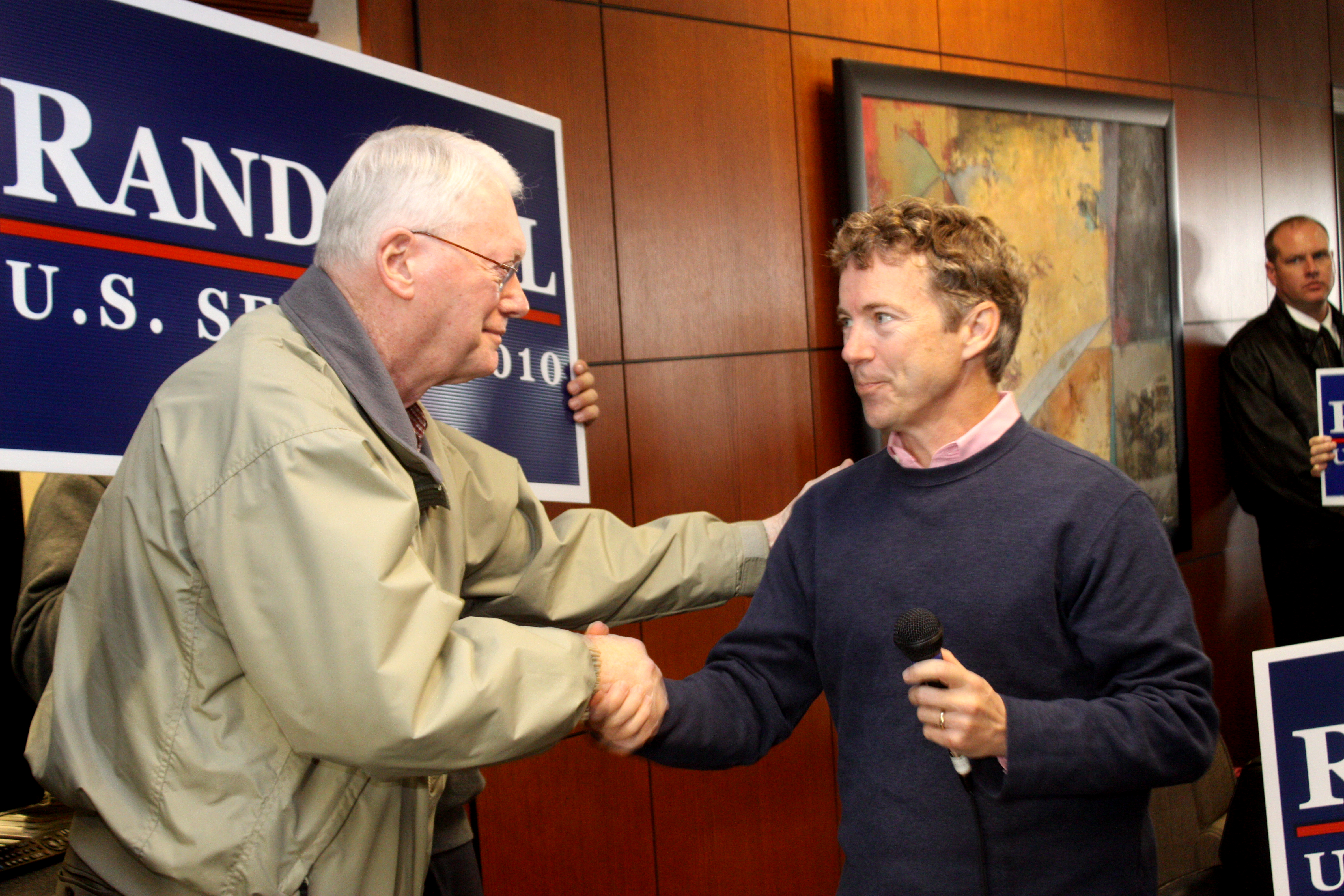
Rand Paul junto al en ese entonces senador Jim Bunning.

Aunque Grayson era considerado el favorito en julio de 2009, Paul tuvo éxito al caracterizar a Grayson como un político de carrera y poniendo en tela de juicio el conservadurismo de Grayson. Paul publicó anuncio de televisión en febrero en donde hizo un problema sobre la confesión de Grayson de septiembre de 2008 en la que declaró que había votado por Bill Clinton cuando tenía 20 años. Aunque la campaña de Paul luego retiró el video de Youtube, el competidor demócrata de Paul lo volvió a subir el 20 de octubre luego de que Paul protestara contra el demócrata por haber hecho problema sobre las acciones del mismo Paul mientras estaba en la universidad. James Dobson, una importante figura cristiana evangélica, dio su apoyo a Grayson el 26 de abril basándose en consejos de quienes Dobson describió como "veteranos miembros del GOP", pero el 3 de mayo la campaña de Paul anunció que Dobson había volcado su apoyo a Paul luego que Paul y algunos de sus seguidores convencieron a Dobson insistiendo en que Paul es un verdadero conservador social.
El 18 de mayo Paul ganó la nominación del Partido Republicano por un margen del 23.4%, llevándolo a enfrentarse a fiscal general de Kentucky, Jack Conway, en la elección general del 2 de noviembre.

### Campaña general
El 28 de junio de 2010, los seguidores de Rand Paul tuvieron su primer evento para recaudar fondos en línea después de las primarias, esta vez promovido como una "explosión de dinero".

#### Comentarios sobre el derrame de petróleo de BP
El 21 de mayo de 2010, Paul generó cierta controversia al caracterizar de "antiestadounidenses" las declaraciones hechas por funcionarios de la administración Obama con respecto a la limpieza del derrame petrolero de BP . Paul dijo:

Lo que no me gusta de la administración de este presidente, son ciertas cosas que dicen como 'voy a poner mi bota en la garganta de BP'. Creo que como crítica a los negocios, eso suena muy antiestadounidense. No he escuchado en ningún momento que BP no vaya a pagar por el derrame. Y pienso que esta actitud es propia de una sociedad en la que constantemente se está apuntando el dedo a alguien, como si cuando algo malo sucede tiene que ser culpa de alguien, y no por el simple hecho que algunas veces los accidentes ocurren.

 Puede que Paul se haya referido a los comentarios realizados por el Secretario del Interior, Ken Salazar, quien dijo "nuestro trabajo es básicamente el mantener nuestra bota en el cuello de British Petroleum para que cumplan con sus responsabilidades, tanto bajo la ley y contractualmente para detener este derrame". El comentario de Salazar fue mal citado más adelante como una "bota en la garganta" por el Secretario de Prensa Robert Gibbs. Gibbs aclaró en la misma conferencia, cuando se le preguntó si esta metáfora no implicaba hostilidad hacia BP, diciendo: "Creo que el presidente expresó claramente en sus declaraciones de ayer que íbamos a hacer todo lo que sea humanamente posible para asegurarnos de que BP esté haciendo todo lo que sea humanamente posible para lidiar con este problema lo más exhaustiva y rápidamente que puedan".

#### Propiedad privada y derechos civiles
Criticó al Bowling Green Daily News el 30 de mayo de 2002 por apoyar Ley de Vivienda Justa. Explicó que "una sociedad libre debe tolerar la discrminación no oficial privada, incluso cuando esto implique permitir que grupos llenos de odio excluyan a personas según el color de su piel." El 19 de mayo de 2012, Paul indicó que estaba de acuerdo con 9 de los 10 artículos de la Ley de Derechos Civiles de 1964, pero que si el hubiese sido senador durante los años 1960, hubiese cuestionado seriamente la constitucionalidad del artículo II de la Ley, la cual prohíbe a los negocios privados que proveen servicios públicos el discriminar a sus clientes según raza, religión o país de origen, indicando que esto infringe libertades constitucionales. Paul dijo en la National Public Radio, "Estoy a favor de todo lo que termine con el racismo institucional".
Paul está a favor de presión por parte de la comunidad y los barrios para persuadir a negocios privados, en lugar de leyes federales que según el podría violar la constitución. Dijo que aborrecía el racismo y que hubiese marchado junto con Martin Luther King Jr. para rechazar las Leyes de Jim Crow. Sus comentarios sobre el artículo II de la Ley de Derechos Civiles de 1964 causaron controversia y preocuparon a algunas personas dentro del Partido Republicano sobre su viabilidad en la elección general. Paul después publicaría una declaración en la que indicaba que el hubiese votado por la Ley "sin lugar a dudas... que no apoyaré ningún esfuerzo por revertir la Ley de Derechos Civiles de 1964". Paul indicó que pese a que "aborrecía el racismo", no le gustaba la idea de que el gobierno federal decida a que personas podía servir un negocio. En medio de la controversia, Paul se convirtió en el primer político estadounidense en cancelar una aparición en Meet the Press en sus 64 años de historia. Además el presidente del RNC, Michael Steele, lo denunció públicamente, diciendo que la oposición de Paul a la Ley de Derechos Civiles de 1964 era una filosofía "fuera de lugar" para el siglo 21.
Paul habló sobre su opinió sobre las intenciones de legislación relacionada con cargos públicos, indicando que él estaba "totalmente de acuerdo con la intención de la Ley de Derechos Civiles, la cual era la de detener la discriminación en la esfera pública y detener la aborrente práctica de segregación y leyes de Jim Crow", y que los challenges constitucionales a la ley debían ser resueltos en las cortes.

#### Apoyo
Paul recibió el apoyo de varias figuras y organizaciones importantes. Entre ellas están la, Concerned Women for America, Gun Owners of America, Steve Forbes, FreedomWorks, Club for Growth, James Dobson, Sarah Palin, Jim DeMint, Cathy Bailey, Jim Bunning, Erick Erickson, National Federation of Independent Business, Council for Citizens Against Government Waste, National Right to Life, US Chamber of Commerce, National Vietnam and Gulf War Veterans Coalition, Mike Huckabee, y Tony Perkins/FRC Action PAC. Según la ONG Center for Responsive Politics, desde 2012 ha recibido más de 252.000 dólares de grupos de interés de la industria del petróleo, del gas y del carbón.

## Carrera como senador de los Estados Unidos
Paul prestó juramento el 5 de enero de 2011, junto con su padre, haciendo de esta ocasión la primera vez en la historia del congreso de los Estados Unidos en la que un hijo cumple funciones en el Senado al mismo tiempo que su padre lo hacía en la Cámara de Representantes. Fue asignado a los comités del Senado de Energía y Recursos Naturales, Salud, Educación, Trabajo y Pensiones, Seguridad Nacional y Asuntos de Gobierno, y Pequeños Negocios. Paul también formó el Caucus del Partido de Té en el Senado, junto con Jim DeMint y Mike Lee como sus miembros fundadores. La primera propuesta legislativa de Paul fue el recortar el gasto federal en $500 mil millones en un año. Esta propuesta incluía un recorte del 83 por ciento del Departamento de Educación y un 43 por ciento del Departamento de Seguridad Nacional, al igual que el fusionamiento del Departamento de Energía en el Departamento de Defensa y la eliminación del Departamento de Vivienda y Desarrollo Urbano. Siete agencias independientes serían eliminadas y los cupones de comida serían recortados en un 30 por ciento. Según la propuesta de Paul, el gasto en defensa sería reducido en un 6.5 por ciento y la ayuda internacional sería eliminada. He later proposed a five-year budget plan that he believed would balance the budget.
En febrero, Paul fue uno de dos republicanos que votaron en contra de la extensión de tres provisiones claves del PATRIOT Act (pinchado de teléfonos, búsquedas de historial de negocios, y la vigilancia de "lobos solitarios" - individuos que no tienen lazos con grupos terroristas). En mayo, continuó siendo el único senador que se opuso al PATRIOT Act, y finalmente fue derrotado el 26 de mayo.
El 2 de marzo, Paul fue uno de nueve senadores que votaron en contra de una ley que recortaba $4 mil millones del presupuesto y temporalmente prevenía que el gobierno se detenga, indicando que no recortaba lo suficiente. Una semana después, Paul votó en contra de las propuestas presupuestarias de los demócratas y los republicanos para mantener financiado al gobierno federal, indicando que ninguna de las dos leyes recortaban el gasto. Ambas leyes no lograron pasar el senado. Luego votó en contra de medidas para evitar que se detenga el gobierno el 17 de marzo y el 8 de abril, ambas de las cuales pasaron el senado. El 14 de abril, Paul fue uno de 19 senadores que votaron en contra de un presupuesto que recortaba el gasto en $38.5 mil millones y financiaba al gobierno por el resto del año fiscal. Paul expresó su desacuerdo ante la intervención estadounidense en la Guerra de Libia de 2011 y ha criticado a la administración de Obama por no recibir la aprobación del congreso para la Operación Odyssey Dawn. Durante la crisis del techo de deuda de Estados Unidos de 2011, Paul indicó que sólo apoyaría un aumento al techo de deuda si se promulgaba una enmienda que obligue a equilibrar el presupuesto. Paul apoyó la Ley de Recorte, Límite y Balance, la cual fue pospuesta por los demócratas. El 3 de agosto, Paul votó en contra de una ley que hubiese aumentado el techo de deuda.
El 21 de septiembre de 2012, luego de meses de campaña, Paul logró hacer que su propuesta para cortar por completo la ayuda exterior a países como Pakistán y Libia sea debatida y posteriormente puesta a votación en el Senado.
El 6 de marzo de 2013, Paul llevó a cabo el que es considerado como su momento más importante en el senado hasta la fecha, cuando obstruyó durante casi trece horas la nominación de John Brennan como nuevo director de la CIA. Esta obstrucción, en las palabras de Paul, no se debió a una oposición a la nominación de Brennan, sino para atraer la atención nacional sobre el tema de los ataques con drones dentro de los Estados Unidos y la naturaleza inconstitucional de como se está llevando a cabo el programa.

### Comités
- Comité de energía y recursos naturales
  - Subcomité de energía
- Comité de Salud, Educación, Trabajo y Pensiones
  - Subcomité de Salud Básica y Envejcimiento
- Comité de Seguridad Nacional y Asuntos Gubernamentales
  - Subcomité Ad Hoc de Supervisión de Contratos
  - Subcomité Permanente de Investigaciones
- Comité de pequeños negocios y emprendeduría

## Elecciones presidenciales de 2016

### Anuncio
En una entrevista en enero de 2013, Paul habló sobre la posibilidad de una candidatura presidencial en 2016. Aunque no prometió postularse, indicó que tomaría la decisión en los siguientes dos años. También indicó su intención de influir en un cambio en la política del Partido Republicano sin importar si se postulaba o no. Realizó la respuesta del Tea Party al Mensaje del Estado de la Unión del presidente Barack Obama el 13 de febrero de 2013, mientras que Marco Rubio dio la respuesta republicana oficial. Esto hizo que varios analistas declaren esta ocasión como el inicio de las primarias republicanas de 2016. En marzo fue uno de los disertantes del Conservative Political Action Conference (CPAC) en Washington D. C., en donde ganó la encuesta de la nominación presidencial con un 25% de los votos.
Su itinerario en 2013 se dice incluyó varios viajes por varios estados que votan en la primera fase de las elecciones primarias. En abril ganó la encuesta de la Conferencia de Liderazgo de Pensilvania y la encuesta presidencial de la Asamblea Republicana de Tennessee, llevándose el 39% y el 58% de los votos, respectivamente. En un desayuno auspiciado por el Christian Science Monitor en ese mes, volvió a afirmar que estaba considerando postularse a la presidencia y dijo que no tomaría la decisión sino hasta 2014.
Paul volvió a ser disertante en el CPAC en marzo de 2014. En su discurso, el senador Paul dijo, "Ustedes pueden pensar que estoy hablándoles de elegir a un republicano. No, les estoy hablando de elegir a amantes de la libertad. No es suficiente el elegir el menor de los dos males. Debemos elegir a hombres y mujeres de principios, y acción y convicción que nos llevarán de vuelta a la grandeza". El día después de su discurso ganó la encuesta presidencial con 31% de los votos, casi el triple del siguiente contendiente, el senador Ted Cruz con 11%.
En abril de 2011, Paul hizo su aplicación para ser reelecto a su curul en el senado en 2016. Si efectivamente se convierte en el nominado presidencial del Partido Republicano (o el nominado a la vicepresidencia), la ley de su estado le prohíbe postularse en forma simultánea para su reelección. En marzo de 2014, el Senado de Kentucky (controlado por el partido republicano) aprobó una ley que le permitiría postularse a ambos puestos, pero la Cámara de Representantes del estado, controlada por el partido demócrata, rechazó la medida. Paul gastó dinero de su propia campaña en las elecciones legislativas de 2014, ayudando a los candidatos republicanos en las elecciones estatales con las esperanzas de tomar la cámara y así permitir que la ley sea aprobada. No obstante, los demócratas mantuvieron su mayoría en la Cámara.
Luego de mucha especulación, Paul anunció oficialmente que se postularía a la presidencia de los Estados Unidos con el partido republicano el 7 de abril de 2015.

## Posiciones políticas
Paul apoya los límites de periodos para funcionarios públicos, una enmienda para balancear del presupuesto, y la Ley de Lectura de Leyes, además de una masiva reducción del gasto federal e impuestos. Ha ganado amplio reconocimiento por sus posiciones en varios asuntos políticos que en muchos casos lo han puesto en contraposición tanto de republicanos como de demócratas.

### Aborto y bioética
Paul se opone al aborto y apoya una Enmienda para proteger la vida humana y una ley que defina la vida en la concepción. También se opone al aborto en casos de violación e incesto, pero apoya el uso de la pastilla del día después. Está en contra del uso de fondos federales para abortos. Su posición es en favor de los derechos de los estados, favoreciendo la anulación de Roe v. Wade y permitiendo así a los estados decidir la legalidad de los abortos sin involucrar al gobierno federal.
Según la campaña de Paul, este recibió una calificación del 100 % provida en una encuesta de Kentucky Right to Life e indicaba que también estaba en contra de la clonación humana. Sin embargo esto fue refutado por Kentucky Right to Life, quienes apoyaron al contrincante de Paul e indicaron que Paul, de hecho, no había contestado la pregunta sobre clonación.

### Reforma al financiamiento de las campañas
Paul está en contra de la Ley Bipartidista de Reforma de Campañas de 2002 y la ha llamado una "legislación peligrosa". En cambio, el apoya la regulación de los contratos otorgados por el congreso y el establecimiento de límites en los contratos dados a corporaciones. Paul se opone a cualquier legislación que limite la cantidad de dinero que los individuos, corporaciones y organizaciones pueden donar a los candidatos. Además, Paul ha propuesto "una cláusula obligatoria en todos los contratos federales de más de $1 millón que obligue al receptor a no presionar al gobierno o contribuir a campañas políticas durante el tiempo que dure su contrato".

### Libertades civiles
Paul está en contra del USA PATRIOT Act, incluyendo las búsquedas sin orden y la violación a la privacidad individual. También ha propuesto la eliminación del TSA.

### Economía y recortes de impuestos
Paul se ha opuesto hace mucho tiempo a los rescates de la industria automovilística y bancaria.
También está en contra de la Ley de la Reserva Federal de 1913 y el control de la oferta monetaria y las tasas de interés por parte de la Reserva Federal. Ha apoyado una alternativa de libre mercado para la regulación de las tasas de interés, y apoya el rol constitucional del Congreso para el control de la oferta monetaria. Paul apoya la H.R. 1207, la Ley de Transparencia de la Reserva Federal, una ley, introducida por su padre, que obliga a realizar una auditoría a la Reserva Federal. Aunque Paul no apoya la abolición de la Reserva Federal, apoya que esta institución semi-privada sea hecha responsable por sus acciones y actúe con transparencia. Además, Paul está en contra de la generación de inflación y apoya la "restauración del valor del dólar que ha sido devaluado aproximadamente 95 % desde que se creó la Reserva Federal en 1913".
Paul aboga por recortes de impuestos y una enmienda que obligue a balancear el presupuesto, y ha criticado tanto a republicanos como demócratas por la financiación con déficit.

### Educación
Paul está a favor de devolver el control de la educación a las comunidades locales y a los padres, y de esta manera eliminar el Departamento de Educación, pero dice que algunas funciones del Departamento de Educación, como el desembolso de los préstamos estudiantiles y los Pell Grants, deberían ser transferidos a otros departamentos en lugar de ser eliminados. Paul está en contra de la regulación federal de la educación en el hogar.

### Energía
Paul está a favor de dejar que el libre mercado defina qué formas de energía utilizar. Está en contra de los subsidios a las empresas de energía y apoyaría exenciones de impuestos a compañías que produzcan energía alternativa como ser eólica, solar o geotérmica. Ha dicho que el subsidiar a las empresas de energía solo provee incentivos para que estas ejerzan presión sobre el gobierno federal.

### Salud
Paul está en contra del envolvimiento del gobierno federal en salud. Ha indicado que él revocaría la Ley de la Organización del Mantenimiento de la Salud de 1973 que "lleva a una separación entre el paciente y el doctor". Cree que el gobierno ha hecho disparar el costo de la salud y hace que la calidad y la cobertura del mismo disminuyan. Paul apoyaría un enfoque de libre mercado al tema de salud, incluyendo deducciones de impuestos por gastos médicos. Se opone a las regulaciones federales que desincentivan a los negocios a ofrecer cobertura médica. Apoya a las Cuentas de Ahorro para Salud (HSAs por sus siglas en inglés). En cuanto a Medicare, Paul ha sugerido deducciones más altas al igual que cambios a las primas o las reglas de elegibilidad para corregir lo que él ve como los problemas financieros que se vienen en el programa, indicando que "Lo que se quiere es mayor participación por parte de la persona que está recibiendo el beneficio... y con esto quiero decir que debe estar más involucrada con un tipo de transacción económica cada vez que hace uso del beneficio, y de esta manera tienen que llevar un poco más de la carga". Paul también ha dicho que no apoya cambios para las personas que actualmente están jubiladas o aquellas cuya jubilación está cerca. Luego de la decisión de la Corte Suprema aceptando la Ley de Protección al Paciente y Cuidado de Salud Asequible, el senador Paul emitió una declaración que decía, "Sól porque un par de personas en la Corte Suprema declaren que algo es 'constitucional' no quiere decir que lo sea. Todo esto continúa siendo inconstitucional.
Rand Paul se posicionó en favor de las protestas por las respuestas a la pandemia de COVID-19.

### Inmigración
Paul ha propuesto añadir seguridad a la frontera instalando una cerca eléctrica y estaciones de helicópteros para responder a los traspasos. Está en contra de otorgar la ciudadanía a los hijos de inmigrantes ilegales.
 Paul ha dicho que las cortes deben revisar la 14a Enmienda, la cual garantiza la ciudadanía a "todas las personas nacidas o naturalizadas en los Estados Unidos", para concluir si esto debería o no aplicarse a los hijos de inmigrantes ilegales. Si las revisiones de las cortes no lo hacen, Paul apoyaría una enmienda constitucional que negaría la ciudadanía a los hijos de inmigrantes ilegales nacidos en los Estados Unidos.

### Marihuana medicinal
Paul cree que el tema de la marihuana para fines medicinales es un tema que del derecho de los estados y el gobierno federal no debe interferir. En agosto de 2010, la Associated Press reportó que Paul había dicho que estaba en contra de la legalización de la marihuana para fines medicinales, pero la campaña de Paul indicó que había sido citado incorrectamente. Aunque Paul se describe a sí mismo como un conservador social, sin embargo, su punto de vista fue descrito como "tirando a libertario en el tema de las drogas" y con la convicción de que algunas sentencias relacionadas con las drogas eran muy duras.

### Política exterior y defensa nacional
Paul cree que la principal función constitucional del gobierno federal es la defensa nacional, y que la mayor amenaza a la seguridad nacional es la falta de seguridad en las fronteras. Apoya la eliminación de visas para "aproximadamente diez estados canallas". Apoya el procesamiento de terroristas capturados en el campo de batalla en tribunales militares en el Centro de Detención de Guantánamo. Paul cree que cuando los Estados Unidos vayan a la guerra, el congreso la debe declarar como está determinado en la Constitución de los Estados Unidos.
Durante su campaña al senado en 2010, Paul cuestionó la idea de que la política de EE. UU. en el Medio Oriente "está creando más terroristas de los que está matando". Apoyó la guerra en Afganistán y se opuso a la rápida retirad de Irak. Dijo que habría votado en contra de la invasión de Irak y cuestionó si efectivamente la inteligencia había sido manipulada.
También se ha manifestado en contra de las bases militares de EE. UU. en el extranjero.
En octubre de 2021, se mostró reacio a votar a favor de proporcionar 1.000 millones de dólares para financiar el sistema antimisiles israelí Cúpula de Hierro.

### Matrimonios entre parejas del mismo sexo
Está en contra de los matrimonios entre parejas del mismo sexo, pero cree que es un tema que se debe dejar decidir a los estados.

### Segunda enmienda
Rechaza todo control de armas de fuego, una posición que dice está sustentada por la Segunda Enmienda a la Constitución de los Estados Unidos.

### Medioambiente
En 2017, fue uno de los 22 senadores que firmó una carta dirigida al presidente Donald Trump con el fin de a Estados Unidos del Acuerdo de París, el cual busca reducir los efectos del cambio climático.  Cree que la actividad humana no es la causa del calentamiento global, ya que el clima ha estado cambiando durante miles de millones de años. Según la ONG Center for Responsive Politics, Paul ha recibido desde 2012 más de 252.000 dólares de grupos de interés de la industria del petróleo, del gas y del carbón.